# Jaume Cassià
Jaume (o Pere Jaume) Cassià (Verges, Alt Empordà?, segle XVI — ?, segle xvi), fou un capellà, mestre de llatí i dramaturg en llengua latina.
Fou capellà de Fortià i mestre de llatí a Castelló d'Empúries i a Bàscara. L'any 1576 va publicar una "Sylva, comoedia de vita et moribus" que alternava la prosa llatina i versos en llatí i català, amb finalitat moralitzadora. Intervenen Virtus, Patientia, Paupertas, Veritas i Pax. Es tracta, segons Jordi Rubió, d'una obra «representada en un ambient rural i amb tema de costums.» «La venia un llibreter de Girona, Miquel Despí, àlies Peyró, que s'estava a la plaça de l'Oli. Té cinc actes; l'autor es declara seguidor de Ciceró i de Terenci, quant als antics, i de Joan B. Mantuanus, del Verino i de Joan Lluís Vives, quant als moderns. L'autor volia presentar diverses formes de la vida humana i cada acte va acompanyat d'un sonet en català i d'un carmen en llatí al·lusius a l'acció. L'obra és en prosa.» També va elaborar un resum de sintaxi llatina, "Epitome syntaxeos", i un tractat breu sobre el calendari romà.